# Ole Anderson
Alan Robert Rogowski, meglio conosciuto come Ole Anderson (Minneapolis, 22 settembre 1942 – Monroe, 26 febbraio 2024), è stato un wrestler statunitense, conosciuto per aver combattuto nella World Championship Wrestling e nella National Wrestling Alliance come membro dei Four Horsemen. Fu membro sia della NWA Hall of Fame sia della WCW Hall of Fame.

## Carriera

### American Wrestling Association
Anderson debuttò nel mondo del wrestling nel 1967 nell'American Wrestling Association con il ring name Rock Rogowski.

### National Wrestling Alliance
Successivamente lavorò in compagnie affiliate alla National Wrestling Alliance come Jim Crockett Promotions e Georgia Championship Wrestling, dove adottò lo pseudonimo Ole Anderson, divenendo membro del leggendario tag team The Minnesota Wrecking Crew con il fratello (kayfabe) Gene Anderson dopo che Lars Anderson ebbe lasciato il team alla fine degli anni sessanta. Da metà anni settanta ai primi anni ottanta, i Minnesota Wrecking Crew divennero sinonimo di wrestling tag team in Georgia e nei territori della Mid-Atlantic conquistando sette volte ciascuno i titoli NWA Georgia Tag Team Championship e NWA World Tag Team Championship (versione Mid-Atlantic). Gli Anderson ebbero rivalità con Mr. Wrestling e Mr. Wrestling II, Wahoo McDaniel, Jack Brisco, Jerry Brisco, Dusty Rhodes,  Tommy Rich, Johnny Weaver, Dino Bravo, Paul Jones, Ric Flair, Greg Valentine, Ricky Steamboat, Rufus R. Jones, The Mongols e Thunderbolt Patterson. Dietro le quinte, Ole fu anche uno dei principali booker della GCW. Quando Jack e Jerry Brisco cedettero le loro quote di maggioranza della GCW a Vince McMahon, Ole Anderson cercò di resistere al cambiamento unendo le proprie forze con promoter NWA come Fred Ward e Ralph Freed per fondare una nuova federazione chiamata Championship Wrestling from Georgia, ma senza molto successo.

#### Tag team con Arn Anderson
Nell'aprile 1985, Jim Crockett Promotions e Championship Wrestling from Georgia si fusero insieme. Anderson lottava in coppia con Thunderbolt Patterson nella GCW nel periodo nel quale Marty Lunde debuttava nella JCP come Arn Anderson. Sembrò quindi naturale mettere insieme i due Anderson, specialmente considerando la loro somiglianza fisica. Anderson tradì Thunderbolt per fare coppia con Arn nella nuova incarnazione dei The Minnesota Wrecking Crew.

#### The Four Horsemen
Nel 1986, Anderson divenne membro dei Four Horsemen, celebre fazione heel, insieme a Ric Flair, Arn Anderson, Tully Blanchard e al manager James J. Dillon. Durante la sua permanenza negli Horsemen, Anderson ebbe feud con Magnum T.A., Dusty Rhodes, The Rock 'N Roll Express e The Road Warriors. Ole Anderson fu poi estromesso dal gruppo in favore di Lex Luger all'inizio del 1987.

### World Championship Wrestling
Dopo un primo ritiro nel 1987, Anderson tornò a lottare nel 1989 nella WCW per riformare i Four Horsemen con Flair, Arn e Sting. Presto Sting uscì dal gruppo e Ole Anderson si ritirò nuovamente dal ring per fare da manager agli Horsemen che all'epoca includevano anche Barry Windham e Sid Vicious. Nel 1990, Ole fu messo a capo della commissione creativa della WCW, all'epoca in procinto di staccarsi dalla NWA. Anderson fu il responsabile di alcune delle più famigerate storyline della WCW. Fu una sua idea, ad esempio, la creazione di The Black Scorpion, gimmick di un misterioso wrestler mascherato inteso come la nemesi di Sting, proveniente dal suo passato. Nel 1991 svolse anche l'attività di arbitro. A seguito delle dimissioni di Bill Watts, Anderson prese il controllo della WCW, per poi cedere il posto a Eric Bischoff nel 1994.

### Ritiro
Dopo un breve stint nella Smoky Mountain Wrestling di Jim Cornette, Ole si ritirò dall'industria del wrestling, ma scrisse un libro su di essa, intitolato Inside Out: How Corporate America Destroyed Professional Wrestling. Ebbe anche delle polemiche a distanza con l'ex partner e amico Ric Flair dopo averlo criticato perché, secondo lui, recitava sempre lo stesso copione in ogni match, combattendo sempre incontri uguali anno dopo anno. Nella sua biografia WWE, Flair ricordò che nel 1993 al suo ritorno in WCW dopo il periodo in WWF, Ole - che all'epoca era capo booker in WCW - gli chiese come avrebbe spiegato al pubblico il suo ritorno dopo che aveva perso un loser-leaves-town match con Mr. Perfect sulla tv nazionale. Flair lo prese come un attacco personale e ciò portò alla fine della loro amicizia. Nel corso degli anni inoltre, Anderson polemizzò anche con Vince McMahon, Dusty Rhodes, Michael Hayes, Paul Heyman, Eric Bischoff, Tully Blanchard, Jim Herd, Roddy Piper, Bruiser Brody e Lex Luger.

## Personaggio

### Mosse finali
- Diving knee drop

### Manager
- James J. Dillon

## Titoli e riconoscimenti
- Pro Wrestling Illustrated
  - 74º tra i 500 migliori wrestler singoli nella "PWI Years" (2003)
- American Wrestling Association
  - AWA Midwest Heavyweight Championship (1)
  - AWA Midwest Tag Team Championship (2) – con Ox Baker (1) e The Claw (1)
- Championship Wrestling from Florida
  - NWA Florida Tag Team Championship (1) – con Ron Garvin
  - NWA Florida Television Championship (1)
- Georgia Championship Wrestling
  - NWA Columbus Heavyweight Championship (1)
  - NWA Georgia Tag Team Championship (17) – con Gene Anderson (1), Ivan Koloff (5), Lars Anderson (2), Rene Goulet (1), Ernie Ladd (1) e Jerry Brisco (1)
  - NWA Georgia Television Championship (2)
  - NWA Macon Heavyweight Championship (1)
  - NWA Macon Tag Team Championship (1) – con Gene Anderson